# FTX (компанія)
FTX — сервіс обміну криптовалют, зареєстрований 2019 року в Антигуа і Барбуді зі штаб-квартирою на Багамах. На 2021 рік компанія мала понад мільйон користувачів і за обсягом операцій була третьою серед сервісів обміну криптовалют Для жителів США діяв окремий сайт FTX.US.
Станом на листопад 2022 року, після кризи ліквідності FTX перебувала у справі про банкрутство в судовій системі США Криза виникла, коли в листопаді 2022 року сайт CoinDesk опублікував статтю про те, що Alameda Research (компанія-партнер FTX) тримає значну частину своїх активів у дружньому токені FTX FTT. Після цього викриття Чанпен Чжао (генеральний директор Binance, головного конкурента) оголосив, що Binance продасть свої залишки токена FTX FTT. Це призвело до сплеску заяв на вивід коштів клієнтів з FTX, які компанія перестала виконувати. Binance підписала лист про наміри придбати фірму з належною обачністю, але наступного дня відкликала свою пропозицію, посилаючись на звіти про неправильне використання коштів клієнтів і розслідування агентства США. 11 листопада 2022 року FTX подала заяву про захист від банкрутства відповідно до розділу 11 кодексу про банкрутство.

## Історія

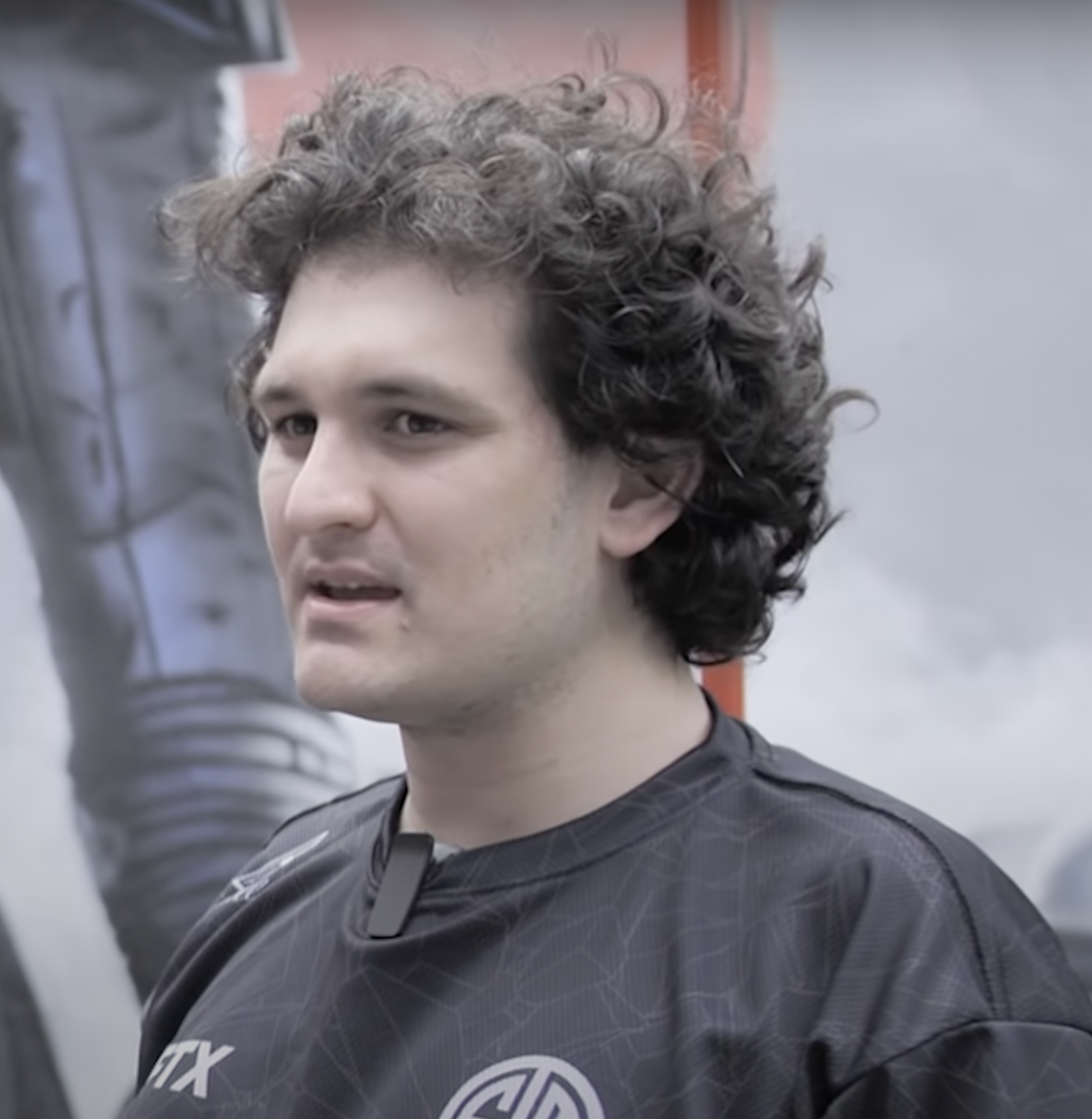
Засновник FTX Сем Бенкман-Фрід

Сем Бенкман-Фрід і Зісяо «Гарі» Ван заснували FTX у травні 2019 року FTX розпочався в Alameda Research, торговій фірмі, заснованій Бенкменом-Фрідом та іншими в 2017 році в Берклі, Каліфорнія. FTX — це абревіатура від «Futures Exchange». Чанпен Чжао з Binance придбав 20 % акцій FTX приблизно за $100 млн через шість місяців після того, як Бенкман-Фрід і Ван заснували фірму.
У серпні 2020 року FTX придбала Blockfolio, додаток для відстеження портфеля криптовалют, за $150 млн.
У липні 2021 року FTX залучила $900 млн за оцінкою в $18 млрд від понад 60 інвесторів, зокрема Softbank, Sequoia Capital та інших компаній. Банкман-Фрід викупив частку Чжао приблизно за $2 млрд.
У вересні 2021 року FTX переніс свою штаб-квартиру з Гонконгу на Багами.
14 січня 2022 року FTX оголосила про створення венчурного фонду FTX Ventures на $2 млрд. У листопаді 2022 року веб-сайт FTX Ventures відключився від мережі.
У січні 2022 року FTX залучила $400 млн у рамках фінансування серії C з оцінкою $32 млрд.
11 лютого 2022 року FTX.US оголосили, що незабаром компанія почне пропонувати своїм клієнтам у США торгівлю акціями.
У лютому 2022 року повідомлялося, що FTX нібито створює ігровий підрозділ, який допоможе розробникам відеоігор додавати у відеоігри криптовалюту, NFT та інші пов'язані з блокчейном функції.
У липні 2022 року оголосили, що FTX уклала угоду з опціоном на купівлю BlockFi на суму до $240 млн. Угода включала кредит у розмірі $400 млн для BlockFi.
У серпні 2022 року Федеральна корпорація страхування депозитів (FDIC) опублікувала лист про припинення і відмову, звинувативши FTX у «неправдивих і оманливих заявах» про страхування FDIC після твіту президента FTX Бретта Гаррісона, який натякав про протилежне. Після листа Гаррісон видалив твіт, а Бенкман-Фрід уточнив у твіті, що FTX не має страхування FDIC.
27 вересня 2022 року Президент FTX.US США Бретт Гаррісон оголосив, що покине активну роль у компанії, але залишиться на посаді радника. Компанія не відразу оголосила про заміну Харрісону, який був президентом з травня 2021 року.
У жовтні 2022 року повідомлялося, що FTX перебуває під розслідуванням у Техасі за нібито продаж незареєстрованих цінних паперів.
У березні 2022 Міністерство цифрової трансформації України спільно з FTX запустили офіційний сайт для донатів у криптовалюті, через який встигли зібрати $60 млн, серед них 600 біткойнів.

## Банкрутство
В листопаді 2022 року сайт CoinDesk опублікував статтю про непрозорий обмін значними коштами між FTX та його партнером Alameda Research. Це призвело до розпродажу активів, пов'язаних з FTX і намагання вивести кошти за межі цього сервісу обміну. Через неможливість задовольнити такі заявки наприкінці 2022 року FTX ініціювала своє добровільне банкрутство. Гендиректор компанії Сем Бенкман-Фрід пішов у відставку. Напередодні Forbes оцінював його статки приблизно в $17 млрд. Бенкман-Фрід намагався врятувати FTX, сподіваючись, що його купить Binance, але Binance відмовилась від угоди.
11 листопада 2022 року, FTX була оголошена банкрутом, замість Банкмана-Фріда керуючим призначено Джона Джея Рея III.
Джон Рей III (John Ray III), призначений досвідчений фахівець із ліквідації підприємств, заявив в американському суді, що FTX стала найбільш кричущим прикладом корпоративного банкрутства, з яким він стикався за всю свою сорокарічну кар'єру. Незважаючи на те, що це компанія, яка залучила мільярди доларів США від провідних венчурних інвесторів, включаючи Sequoia, SoftBank та Temasek.
FTX не вела належного бухобліку, заявив експерт у суді Делавера, були відсутні засоби захисту цифрових активів, що належать клієнтам, нецільове витрачання коштів клієнтів приховувалося. У компанії взагалі не було власної бухгалтерії — цим займалася стороння організація на аутсорсингу. Відсутній «точний список» банківських рахунків компанії, немає списку її співробітників. Ключі безпеки для керування цифровими активами контролювалися через «незахищений груповий обліковий запис електронної пошти».
Кошти компанії безконтрольно витрачалися на придбання нерухомості та особистих речей для співробітників та консультантів, а платежі схвалювалися постами з емодзі в корпоративному месенджері Slack. Керівництво FTX не вело записів про прийняття рішень, і навіть навпаки: Бенкман-Фрід часто користувався месенджерами з функцією автоматичного видалення повідомлень «і закликав співробітників робити те саме».
Alameda Research, що входить до криптовалютної імперії, видала пов'язаним з нею особам позикових коштів на $4,1 млрд, з яких $3,3 млрд були надані Бенкману-Фріду особисто і підконтрольним йому компаніям. Раніше бізнесмен заявив, що він випадково перевів Alameda кошти клієнтів FTX на $8 млрд. Пан Джон Рей заявив, що однією з цілей процедури банкрутства стало «всебічне, прозоре та зважене розслідування імовірних звинувачень на адресу» Бенкмана-Фріда. 
У грудні 2022 року ексдиректора Сема Бенкмана-Фріда за запитом США було заарештовано на Багамських островах. 28 березня 2024 року його було засуджено в США до 25 років ув'язнення з конфіскацією $11 млрд.

## План реорганізації (повернення активів)
17 січня 2023 року криптобіржа FTX в своїй заяві до кредиторів повідомила про "значний прогрес" у зусиллях, спрямованих на максимальне повернення активів. Було заявлено, що виявлено близько $5,5 млрд ліквідних активів, підтверджено суттєві дефіцити як на міжнародних, так і на американських біржах. З $5,5 млрд ліквідних активів було виявлено $1,7 млрд кешу, $3,5 млрд криптоактивів і $0,3 млрд цінних паперів.
8 травня 2024 року, за повідомленням CNBC з посиланням на судові рішення, криптобіржа FTX, яка збанкрутувала у 2022 році, заявила, що поверне гроші майже всім клієнтам, що постраждали від краху платформи. За оцінками криптобіржі, вона заборгувала кредиторам майже $11,2 млрд. Згідно з представленим планом реорганізації, клієнти, вимоги яких становлять $50 тис або менше, отримають приблизно 118 % від їхнього вкладу. Водночас інші неурядові кредитори наразі можуть розраховувати на відшкодування в розмірі 100 % плюс до 9 % як компенсацію можливих втрат від зміни ціни активів.